# 2丁ハンドル
2丁ハンドル（にちょうハンドル）とは、鉄道の運転方法の一つである。

## 概要
2丁ハンドルとは、列車1編成の前後に運転士を乗務させて行う方法である。
この「ハンドル」はブレーキ弁を操作する取り外し式のブレーキハンドルを意味する。通常は1編成に対して1つのハンドルを用い、終着駅で方向転換する場合は運転士がハンドルを取り外して携帯し、反対側の運転台に取り付ける。また運転士が交代する際はその同じハンドルを引き継ぐ。
近年はブレーキハンドルを取り外せないタイプのブレーキ設定器やワンハンドルマスコンが増えており、この場合はマスコンキーが「2丁」ということになる。
2丁ハンドルにより折返し時間の短縮及び線路の列車在線時分を極めて短時間で行う事が出来るメリットがある。引き上げ線や留置線で折り返す事が線路配線上困難及び不可能である場合及び運転上短時間で折返す必要のある場合この手法が使用されている（概ね在線時間3分以内で折返す場合に有効な手法である）。
一方、電車はブレーキハンドルあるいはマスコンキーが前後どちらか一方のみの運転台に装着されることを前提として設計されているので、前後両方の運転台にハンドルやマスコンキーが差し込まれるとブレーキや自動ドアが誤作動する危険がある。そのため、2丁ハンドルを実施する場合には、前後2名の運転士によるハンドルあるいはマスコンキーの抜き差し、前後切換スイッチの切換えなどの手順、及びその連絡方法について厳密に取り決める必要がある。
この手法は阪神電気鉄道が阪神甲子園球場に於ける野球輸送の際に（甲子園駅に於いて）本線上を効率良く且つ他の定期列車に支障の無い様にする必要がある為に考案されたものである。現在では阪神以外の鉄道事業者でも採用されている。

## 採用例
- 阪神電気鉄道（上記の甲子園駅以外でも使用する場合がある）
- 西武鉄道（一部の支線で採用[2]）
- 京浜急行電鉄（京急蒲田駅・京急川崎駅等）
- 東京急行電鉄（終夜運転時に目黒駅で行う。東京メトロ南北線/都営地下鉄三田線への折返しの際に使用）